# Michel Zbar
Michel Zbar est un compositeur français né le 24 avril 1942 à Clermont-Ferrand.

## Biographie
Michel Zbar naît le 24 avril 1942 à Clermont-Ferrand,.
Il étudie au Conservatoire de Paris avec Pierre Sancan, Olivier Messiaen et Tony Aubin, notamment. Au sein de l'établissement, il obtient des premiers prix d'harmonie, contrepoint, fugue, analyse (1966) et composition (1967). Il travaille également auprès de Pierre Schaeffer au Groupe de recherches musicales (GRM), en 1965, et s'intéresse à l'informatique musicale, faisant des stages à l'INA-GRM ainsi qu'à l'IRCAM,.
En 1970, Michel Zbar est lauréat du Grand Prix de la promotion symphonique de la Sacem. 
Entre 1972 et 1974, il est pensionnaire de la villa Médicis à Rome,.
Entre 1979 et 1982, il est producteur d'émissions musicales à France Musique.
Directeur adjoint du Conservatoire de Boulogne-Billancourt jusqu'en 1992, Michel Zbar est à partir de cette date directeur de l'École nationale de musique de Montreuil,.
Comme compositeur, il est notamment l'auteur de Tropismes pour violon et grand orchestre (1970), Incandescences pour soprano, récitant et orchestre (1970), Swingle Novae pour huit voix mixtes, récitant, jazzmen et petit orchestre (1970), Jeu 1 à 5 pour divers ensembles instrumentaux (1971-72), Apex pour ensemble de cordes (1971), Apex 2 pour douze cordes (1972), Contact II pour ensemble de cuivres (1974), Le Voyage pour huit voix mixtes en ensemble instrumental (1974), La Lumière sortant par soi-même des ténèbres pour trois chœurs, trois percussions et bande magnétique (1976), Rituel pour chœur d'amateurs (1977), Ricercare pour trois percussions (1978), Suite pour violon, cordes et bande (1987), Franges du songe pour 12 voix et bande (1987), Lignes doubles pour 2 hautbois (ou 2 clarinettes) et clarinette (1990).

## Œuvres
Parmi ses œuvres, figurent :

### Musique pour orchestre
- Tropismes pour violon et orchestre (1969) ;
- Transit pour guitare électrique préparée et orchestre (1971) ;
- Apex II pour orchestre de chambre (1971) ;
- Solve et Coagula pour 3 groupes instrumentaux (1975) ;
- Hommage à Dürer pour orchestre (1977) ;
- Lignes, Ombres pour 18 instruments (1977) ;
- Delta I, II, III pour soliste et ensemble à vent (1983) ;
- Suite pour violon, ensemble de cordes et bande magnétique (1987).

### Musique de chambre
- Négatif/Positif pour ondes Martenot, percussion et guitare électrique (1973) ;
- Contacts II pour quintette de cuivres (1974) ;
- Le Vol d'Icare pour instrument soliste, bande magnétique et diapositives (1978) ;
- Lignes doubles pour 2 hautbois (ou 2 clarinettes) et clarinette (1990).

### Musique vocale
- Incandescences pour soprano, récitant et orchestre (1970) ;
- Swingle Novae pour chanteurs, chœur et cinq groupes instrumentaux (1970) ;
- Xenia II pour soprano, cor, percussion, quatuor à cordes, contrebasse et batterie de jazz (1970) ;
- La Miniature de sable pour voix, percussion, basse de jazz et bande magnétique (1974) ;
- Le Voyage pour 8 voix mixtes, récitant et orchestre (1974) ;
- La Lumière sortant par soi-mesme des ténèbres pour 3 chœurs, percussion et bande magnétique (1976) ;
- Rituel pour chœur a cappella (1977) ;
- Retour pour sextuor vocal, synthétiseur et dispositif électro-acoustique (1981) ;
- La Nuit d'Hermès, conte symbolique radiophonique (Prix Italia, 1981) ;
- Franges du songe pour 12 voix et bande magnétique (1987).